# جهان نادیده
جهان نادیده، جهان دیده‌نشده یا جهان غیرقابل مشاهده (به انگلیسی: The World Unseen) فیلمی محصول سال ۲۰۰۷ و به کارگردانی شمیم صریف است. در این فیلم بازیگرانی همچون لیسا ری، شیتال شث، پاروین داباس، ناندانا سن، برنار وایت، امبر رز روا ایفای نقش کرده‌اند.